# Ньятуру
Ньятуру, туру, ваньятуру, рими — народ группы банту в Танзании близкий ньямвези и сукума. Проживают в основном в центральной провинции Сингида. Численность до 500 тысяч. Происхождение названия связано с мифом о первопредке Муньятуру, или Мурими. Основное занятие — ручное земледелие.